# La Tourmente (film)
Pour les articles homonymes, voir La Tourmente.
Pour plus de détails, voir Fiche technique et Distribution.
La Tourmente (titre original : The Storm) est un film muet américain réalisé par Reginald Barker et sorti en 1922.

## Fiche technique
- Titre : La Tourmente
- Titre original : The Storm
- Réalisation : Reginald Barker
- Scénario : J.G. Hawks, Darryl F. Zanuck, d'après la pièce de Langdon McCormick
- Photographie : Percy Hilburn
- Producteur : Carl Laemmle
- Pays de production :  États-Unis
- Langue : Anglais
- Format : Noir et blanc — 35 mm — 1,33:1 — Muet
- Dates de sortie : 
  - États-Unis : 18 juin 1922
  - France : 5 janvier 1923

## Distribution
- Matt Moore : Dave Stewart
- House Peters : Burr Winton
- Josef Swickard : Jacques Fachard
- Virginia Valli : Manette Fachard
- Frank Lanning : Manteeka
- Gordon Magee